# Maojia (sockenhuvudort i Kina, Hunan Sheng, lat 25,84, long 112,20)
Maojia (kinesiska: 茂家) är en sockenhuvudort i Kina. Den ligger i provinsen Hunan, i den södra delen av landet, omkring 270 kilometer söder om provinshuvudstaden Changsha. Antalet invånare är 8 402. Befolkningen består av 3 972 kvinnor och 4 430 män. Barn under 15 år utgör 19,0 %, vuxna 15-64 år 69 %, och äldre över 65 år 10,0 %.
Runt Maojia är det tätbefolkat, med 427 invånare per kvadratkilometer. Närmaste större samhälle är Longquan, 7,2 km norr om Maojia. I omgivningarna runt Maojia växer huvudsakligen savannskog.
Genomsnittlig årsnederbörd är 1 888 millimeter. Den regnigaste månaden är augusti, med i genomsnitt 273 mm nederbörd, och den torraste är oktober, med 37 mm nederbörd.